# Saint-Pantaléon-les-Vignes
Saint-Pantaléon-les-Vignes är en kommun i departementet Drôme i regionen Auvergne-Rhône-Alpes i sydöstra Frankrike. Kommunen ligger i kantonen Grignan som tillhör arrondissementet Nyons. År 2022 hade Saint-Pantaléon-les-Vignes 400 invånare.

## Befolkningsutveckling
Antalet invånare i kommunen Saint-Pantaléon-les-Vignes
Referens:INSEE